# Илоило (город)
Илои́ло (таг. Lungsod ng Iloilo, хилиг. Ciudad sang Iloilo)
— столица провинции Илоило на Филиппинах, на о. Панай. Одновременно — центр региона Западные Висаи. Относится к категории т. н. «независимых» городов. Это — стержень экономики региона.
Илоило сложился как крупный аграрный центр, экспортировавший сахар, копру, бананы, манго и другие естественные ресурсы во время испанского и американского колониальных периодов.
Численность населения — 424619 жителей (2010). Прирост населения — 2 % в год. По численности населения Илоило входит в девятку крупнейших городов[уточнить] Филиппин.

## История
В истории это — последний оплот Испанской империи в Азии.
Одним из негативных моментов истории была оккупация острова, как и всей республики Филиппин, японскими войсками. В этот период формируется движение «защитников Паная», которое борется с японцами до того момента, как американцы занимают свои утерянные позиции вновь, после окончания Второй мировой войны.
Ещё до прихода испанских колонизаторов местность, где находится нынешний Илоило, имела цветущую экономику. Согласно легенде, в 13 веке эта местность была освоена переселенцами с Калимантана. Один из вождей, Пайбуронг, дал ей название Иронг-Иронг.
В 1566 г. сюда прибыли испанские суда под командованием Лопеса деЛегаспи. Колонизаторы основали поселение Огтонг (Отон). Легаспи оставил здесь одного из своих подчиненных, Гонсало Ронкильо, который впоследствии стал губернатором этого края. В 1581 г. Ронкильо переместил центр этого городка приблизительно на 12 км, чтобы защититься от нападений пиратов моро, а также голландских и английских приватиров. Он переименовал поселение в Ла Вилью де Аревало, в честь своего родного места в провинции Авила в Испании.
Ещё позже, в 1700 г. испанцы основали ещё одно поселение, в 25 км от Иронг-Иронга, с тем чтобы обезопасить себя от атак пиратов. Название превратилось постепенно в Илонг-Илонг, а затем в Илоило. Этот город вскоре стал столицей провинции.
Город развивался быстро, возник преуспевающий средний класс. Экономическому росту способствовало и разведение сахарного тростника. В XIX веке Илоило — экономическая столица Филиппин.
В XVIII веке его уже называли «Текстильной столицей Филиппин». Ткани отсюда экспортировали в Манилу. С 1855 г. ткани из Илоило начали поставлять и на мировой рынок. В XIX веке здесь развилась и сахарная промышленность.
На сахар в XIX веке был большой спрос. Многие богатые семьи Паная имели владения и на соседнем о. Негрос.
Во время революции 1896 года, когда коренное население восстало против испанского режима, в Илоило на какое-то время обосновалось испанское правительство. Но в 1898 г. лидеры народного движения Илоило поддержали революционное движение, и испанское правительство было низложено. Испанская колонизация сменилась американской. Панай теперь поднимается на борьбу под предводительством генерала Мартина Теофило Дельгадо. Филиппинцы и испанцы встают на борьбу вместе. Местные жители Паная сопротивлялись дольше, чем в других провинциях. Но в 1901 году американцы одерживают верх и становятся хозяевами.
В 1900 г. на Филиппинах появились баптистские миссионеры из США, которые с 1905 г. активно начали действовать в Центральном Филиппинском университете, а также во многих учебных заведениях. Город Илоило стал центром Баптистской миссии на о. Панай. В 1937 г. Илоило вырос территориально, так как в его состав вошли мелкие соседние города (поселения): Моло, Харо, Мандурриао, Ла-Пас и Вилья-де-Аревало.
Однако, экономическое процветание не прекратилось. Задержку вызвало лишь вторжение японских оккупантов в 1942 г.
Город был освобожден от японских войск 25 марта 1945 г. Развитие города и рост экономики продолжились. С 1960-х по 1990-е годы город развивался умеренными темпами. Были сооружены рыбный порт и международный порт, создано много новых торговых фирм, финансировавших промышленность, в результате чего Илоило стал центром региона Западные Висаи.

## Народ и языки
Коренной народностью в провинции Илоило являются илонго (илонготы), но здесь проживают представители и других народностей, как филиппинских, так и иммигранты из других стран.
Разговорный язык в Илоило — хилигайнон (См. Австронезийские языки), который также широко распространен на Висайских островах, и особенно на о. Негрос. Английский язык является основным в бизнесе и в сфере образования. Тагальский язык и другие местные наречия, например кинарай, используются в быту представителями соответствующих народностей.

## Образование
Илоило — региональный центр образования. Здесь два крупных образовательных учреждения, субсидированных государством: Висайский Филиппинский университет (основан в 1948) и Западно-Висайский университет (основан в 1902). Функционируют шесть частных университетов, из которых наиболее крупные: университет Святого Августина (с 1904), Центральный Филиппинский университет в округе Харо (с 1905), университет Илоило, католический университет Св. Павла.
В городе также много колледжей, наиболее известны из которых Западно-Висайский научно-технологический и медицинский.

## Праздники
- В Илоило празднуют фестивали всех округов, которые раньше были отдельными населенными пунктами. Они посвящены святым, которые являются покровителями того или иного места. Празднества проходят в каждом округе в свой день, например, в Харо — 2 февраля, в Моло — 26 июля, в Ла-Пасе — 24 мая.
- Святую Неделю (Semana Santa) празднуют христианские общины в апреле-мае.
- День Майских Цветов (Flores de Mayo) — праздник в честь Девы Марии, католический, сопровождается возложением цветов к алтарям католических церквей.
- В третью неделю февраля устраивается регата, гонки на парусных судах между островом Гимарас и городом Илоило. Впервые такое состязание состоялось в 1973 г.
- В декабре проводится Музыкальный Фестиваль Илонго, посвященный национальной музыке народа илонго. Музыкальные произведения рассказывают о культуре и истории народа, о страсти и любви.
- С первой недели декабря по первую неделю января проводится праздник Света и Музыки. На центральных улицах деревья украшаются фонариками и игрушками, создается праздничная атмосфера. Праздник соответствует Рождеству.
- В Аревало в январе проходит День Фейерверков. Представители китайской диаспоры отмечают Китайский Новый год (в конце января).

## Достопримечательности
- Церковь Санта-Ана, построена в 1831 году
- Собор Харо, построен в 1864, резиденция архиепископа Харо
- Колокольня Харо, постройка 1744 года
- Калье Реаль (Королевская улица) — улица, застроенная в классическом испанском стиле
- Музей Илоило
- Капитолий
- Церкви Сан-Хоакин, Сан-Хосе, Миаг-ао

## Города-побратимы
- Стоктон, Соединённые Штаты
- Дебедо, Соединённые Штаты
- Кесон-Сити, Филиппины
- Макати, Филиппины
- Циндао, Китай